# Michael Riggus
Michael Riggus (geboren vor 1678 in Augsburg; gestorben nach 1682) war ein deutscher Brunnenmeister, Grottierer und Wasserkünstler.

## Leben und Werk

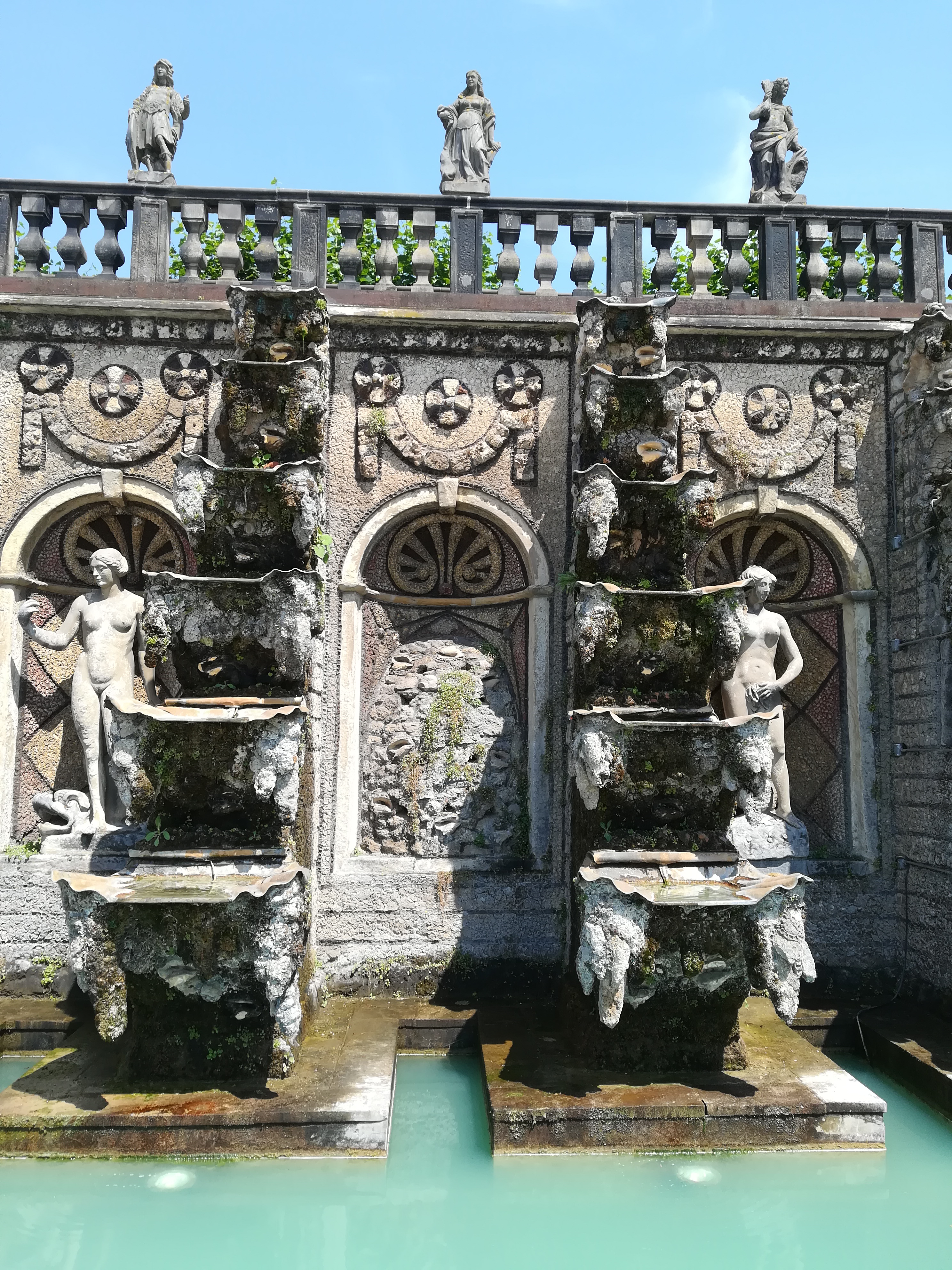
Die Große Kaskade (Ausschnitt) im Großen Garten von Hannover-Herrenhausen

Michael Riggus stand ab 1678 und bis 1681/1682 als Brunnenmeister in den Diensten des Herzogtums Braunschweig-Lüneburg. Als solcher wurde er in den Akten der Welfen bei einem Jahresgehalt von 212 Thalern inklusive seiner Hausmiete in der Residenzstadt  Hannover geführt. Zu seinen Aufgaben zählte zunächst die Beaufsichtigung der Wassermaschine hinter dem Leineschloss, genauer die private Wassermaschine des Ingenieurs Etienne Maillet de Fourton an der Leine am Clevertor. Riggus lieferte darüber hinaus die Ausschmückungen der Grotte und der Kaskade im Großen Garten von Herrenhausen, an deren Ausführungen von 1676 bis 1680 auch der italienische Architekt Girolamo Sartorio beteiligt war sowie Brand Westermann und der „Fontanizer“ Marinus Cadart. Die ursprüngliche Ausstattung der Grotte durch Riggus mit Muschelwerk und Wasserspielen ging jedoch verloren; an ihrer Stelle finden sich heute in drei Räumen die Wandmosaike der französisch-schweizerische Künstlerin Niki de Saint Phalle.
Riggus schuf zudem die Ausschmückung des Parnassbrunnens in der Calenberger Neustadt, an dessen Errichtung ebenfalls die Künstler Girolamo Sartorio und Marinus Cadart beteiligt waren.